# Samuel Watson (grimpeur)
Samuel Watson, né le 27 février 2006, est un grimpeur professionnel américain, spécialiste de l'escalade de vitesse de compétition, qui représente les États-Unis lors des Coupes du monde d'escalade de l'IFSC. Il détient actuellement le record du monde de la discipline en 4,74 secondes, établi le 8 août 2024 lors de la petite finale des Jeux olympiques d'été de 2024 à Paris.

## Biographie
Watson est originaire du Texas et y réside, à Southlake. Ses hobbies annexes sont les échecs et Mario Kart.

## Carrière sportive
En 2022, Samuel Watson remporte une médaille d'or lors de l'étape de la Coupe du monde d'escalade IFSC à Édimbourg, en Écosse, en vitesse, et devient le plus jeune grimpeur à accomplir cette performance.
En tant que jeune grimpeur, il remporte une médaille d'argent en 2022 dans la catégorie Youth B des championnats du monde d'escalade des jeunes (en) de l'IFSC à Voronezh, en Russie. En 2022, il remporte une médaille de bronze dans la catégorie Youth A des Championnats du monde d'escalade des jeunes à Dallas, au Texas. Il remporte également le championnat national américain d'escalade de vitesse en 2022.
En 2023, il établit un nouveau record américain et panaméricain d'escalade de vitesse en 5,02 secondes lors de l'étape de la Coupe du monde d'escalade à Séoul, en Corée du Sud, en 2023. Lors des Jeux panaméricains de 2023, Samuel Watson remporte la médaille d'or et se qualifie en escalade de vitesse pour les Jeux olympiques d'été de 2024. Il termine l'année 2023 au 8e rang mondial en vitesse.
En 2024, lors de la première étape de la Coupe du monde d'escalade de 2024 à Wujiang, le 12 avril 2024, il établit un nouveau record du monde de la discipline en 4,798 secondes, battant le précédant record de Veddriq Leonardo (4,98 s en avril 2023).
Lors des phases qualificatives de l'épreuve de vitesse aux Jeux olympiques de 2024 à Paris, il bat son propre record de vitesse en 4,75 secondes. Après avoir échoué en demi-finale, il remporte la médaille de bronze en améliorant à nouveau le record du monde en 4,74 secondes le 8 août.

## Palmarès
- Jeux olympiques
  -  Médaille de bronze en vitesse en 2024
- Jeux mondiaux
  -  Médaille d'argent en vitesse en 2025
  -  Médaille de bronze en relais en 2025